# 4453-as mellékút (Magyarország)
A 4453-as számú mellékút egy bő 6 kilométer hosszú, négy számjegyű országos közút Békés vármegye területén; Gerendást és Csanádapácát köti össze.

## Nyomvonala
Békés vármegye Békéscsabai járásában, ezen belül Gerendás közigazgatási területén, a központjától néhány száz méterre keletre ágazik ki a 4431-es útból, annak 30,550-es kilométerszelvénye táján. Majdnem pontosan dél felé indul, és nagyjából végig ugyanezt az irányt tartja, külterületi határrészek között húzódva. 2,8 kilométer után éri el az Orosházi járásba tartozó Csanádapáca határvonalát, innen ez utóbbi területén halad. 5,4 kilométer után éri el a település belterületét, ahol a Szent Gellért út nevet veszi fel. A 4432-es út egy derékszögű kanyarulatába beletorkollva ér véget, annak 24,600-as kilométerszelvénye közelében, ez utóbbi út további szakasza lényegében az egyenes folytatásaként húzódik dél felé, még a Szent Gellért nevet is tovább viselve.
Teljes hossza, az országos közutak térképes nyilvántartását szolgáló kira.gov.hu adatbázisa szerint 6,269 kilométer.

## Települések az út mentén
- Gerendás
- Csanádapáca